# コカーダ

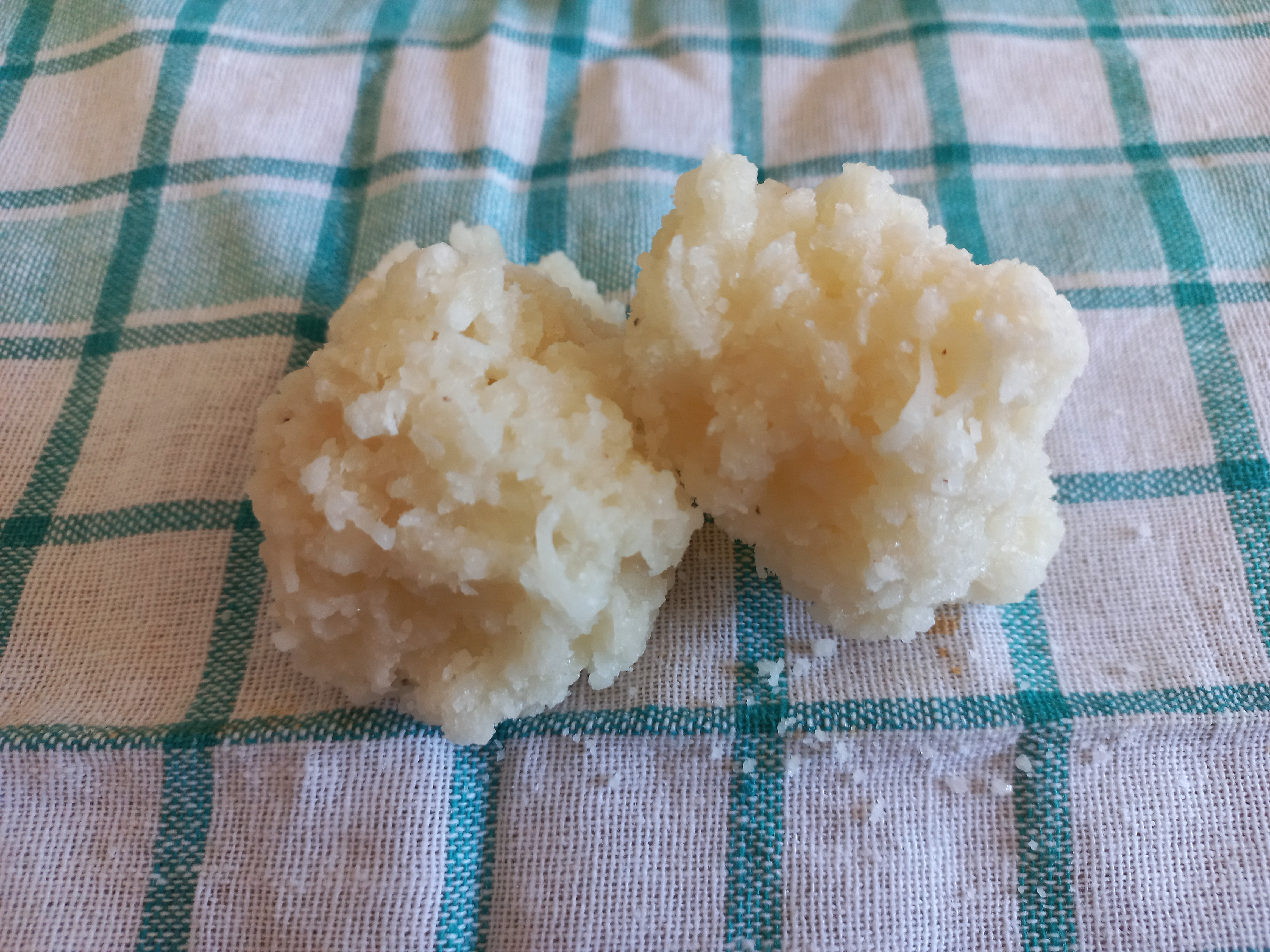
ブラジルのコカーダ

コカーダ、コカダ（スペイン語: Cocada、ポルトガル語: Cocada）は南米でポピュラーな菓子。アルゼンチン、エクアドル、コロンビア、チリ、ドミニカ共和国、パナマ、ブラジル、ベネズエラ、ボリビア、メキシコで特に人気が高い。
ココナッツの果肉を削り、砂糖と煮込んで固めた菓子であるが、生のココナッツを用いるレシピや焼いたココナッツを用いるレシピなど様々な種類がある。
市販されているほかに、各家庭でも手作りされる。

## ギャラリー

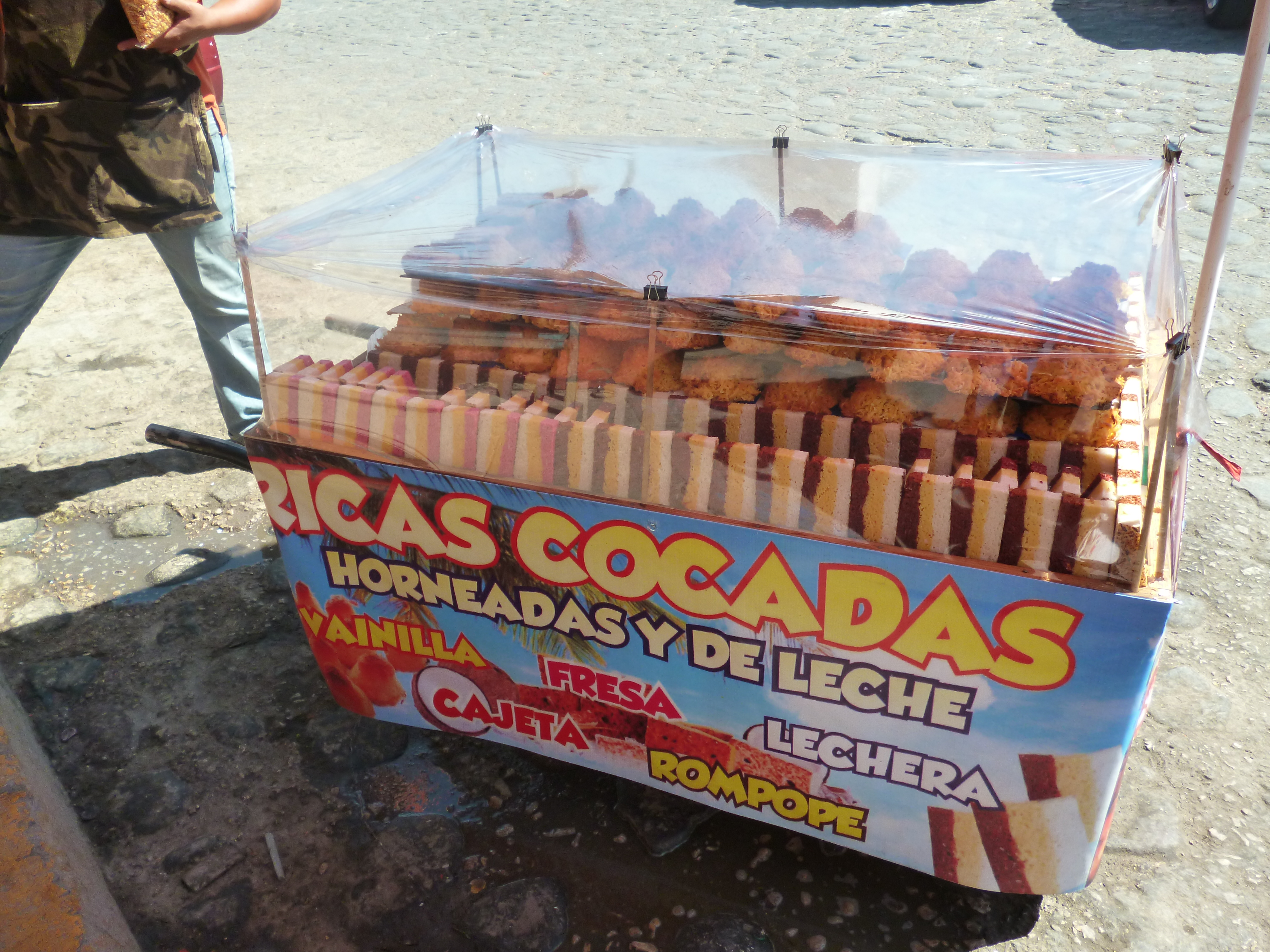
カートで販売されるコカーダ（メキシコ）
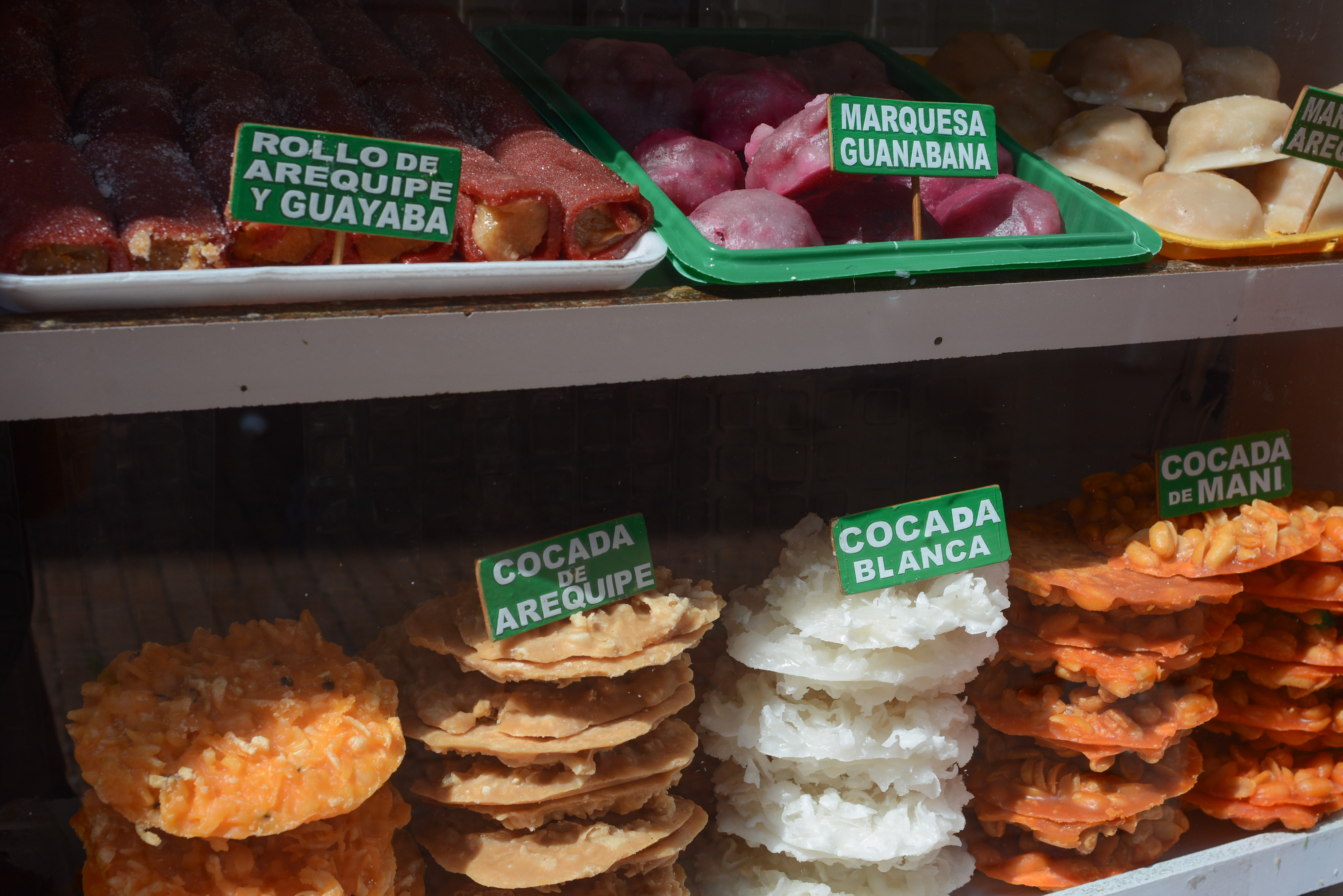
市販されるコカーダ（下段、コロンビア）
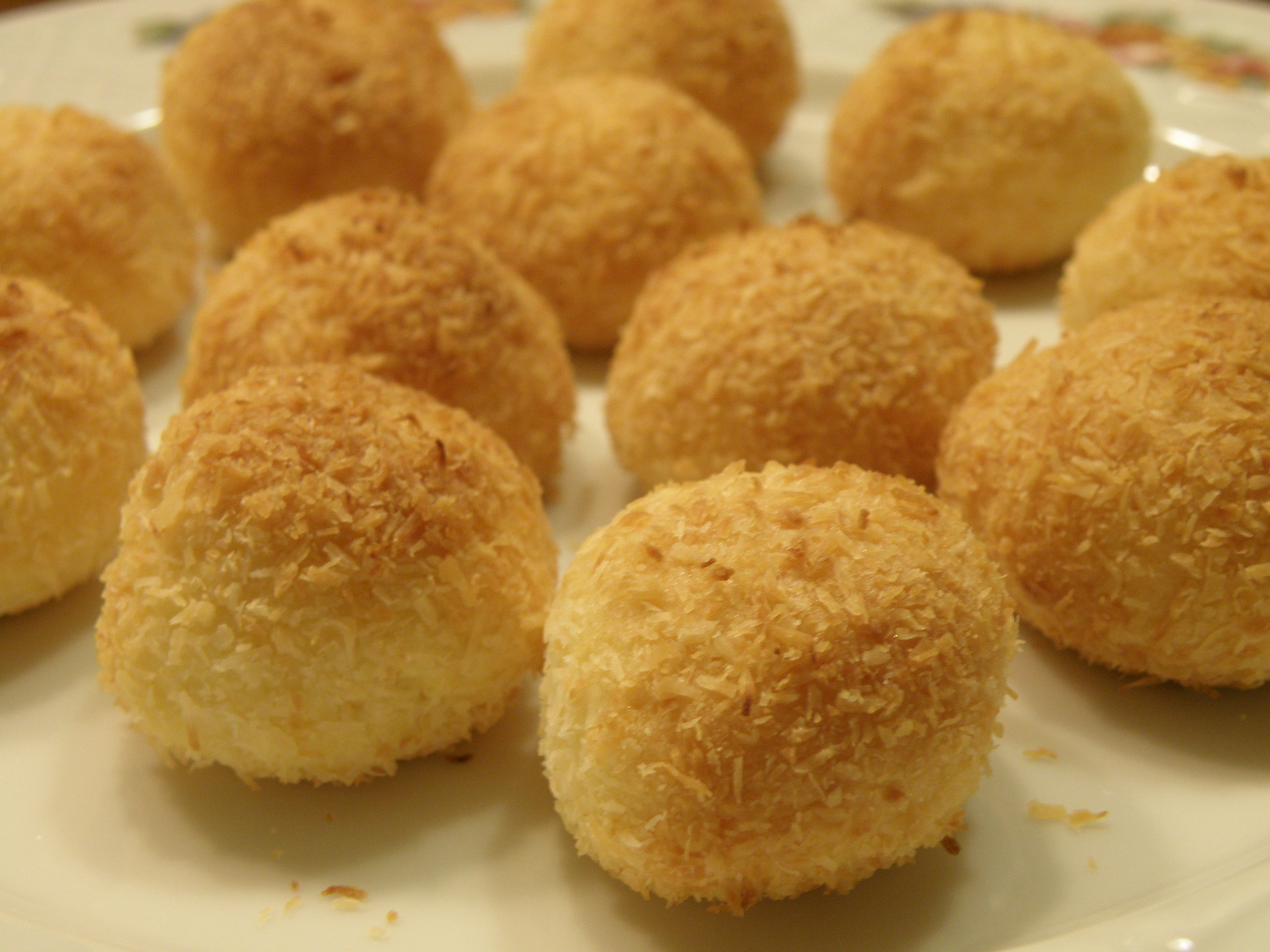
スペイン・フェロルのコカーダ
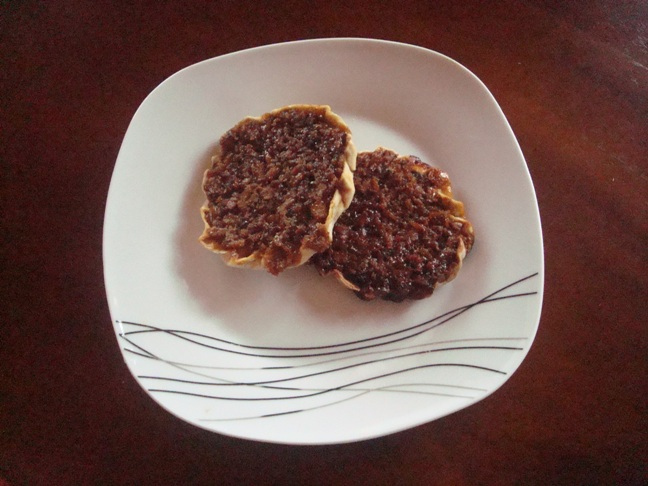
コスタリカのコカーダ